# パーシアン級潜水艦
パーシアン級潜水艦（ぱーしあんきゅうせんすいかん、Parthian-class submarine）は、1930年代にイギリス海軍が建造した潜水艦。全艦が「P」で始まる名前を持っていたため、P級潜水艦（P-class submarine）とも呼ばれる。

## 設計
パーシアン級は、オーディン級潜水艦第2グループを基に大幅な改正を加えた哨戒用航洋潜水艦として1927年度計画で6隻が建造された。
オーディン級と同様に本級もサドルタンク式を採用しているが、設計にはかなりの変更が加えられている。具体的には、艦首形状が丸みを帯びたシャープな形状に変更、安全潜航深度を70mから95mへ引き上げ、搭載魚雷を従来のMk.VI（雷速28ノット、射程5,000m）から新型のMk.VIII（雷速40ノット、射程4,570m）に変更、備砲に丸みを帯びた形状の防盾を装着などであった。
一方で、潜航時の燃料タンクからの燃料漏洩や、水中での操縦性能の悪さといった問題は未だ解消されておらず、用兵側にとって不満の残るものとなった。
魚雷発射管の門数は、艦首6門、艦尾2門の計8門で魚雷14本を搭載した。備砲は防盾付きの4インチ（10.2cm）単装砲を装備した。後に防盾は撤去されている。

## 戦歴
本級のうち、「ポセイドン」は就役間もない1931年に衝突事故で失われた。残る5隻はいずれも第二次世界大戦に参加しており、1940年からは地中海で運用された。特に、「パンドーラ」と「パーシアン」は1941年から1942年にかけて輸送潜水艦へ改造され、マルタ攻囲戦中のマルタ島への輸送任務に用いられた（「魔法の絨毯」任務）。この改造では電池室の一部や予備魚雷格納スペースを貨物庫に変更し、さらにバラストタンクの一部を運搬する燃料や清水の積載場所とした。
損害は大きく1943年までに4隻が戦没し、以降練習潜水艦になった「プロテュース」のみが戦争を生き残った。

## 艦名一覧
| 艦名                          | ペナントナンバー | 建造所                         | 竣工          | 最期 |
| ----------------------------- | ---------------- | ------------------------------ | ------------- | --- |
| パンドーラ （元「パイソン」） | N42              | ヴィッカース・アームストロング | 1930年6月30日 | 1942年4月1日にマルタ島バレッタで空襲を受け沈没。1943年9月浮揚されるが修理されず1957年解体。                                          |
| パーシアン                    | N75              | チャタム工廠                   | 1931年1月13日 | 1943年7月28日から8月11日の間にブリンディジ沖で触雷沈没したと推定されている。                                                         |
| パーシュース                  | N36              | ヴィッカース・アームストロング | 1930年4月15日 | 1941年12月6日、ケファロニア島沖で触雷沈没。                                                                                          |
| フィーニクス                  | N96              | キャメル・レアード             | 1931年2月3日  | 1940年7月16日にイタリア海軍駆潜艇「アルバトロス」の爆雷攻撃で沈没と推定。                                                            |
| ポセイドン                    | P99              | ヴィッカース・アームストロング | 1930年5月5日  | 1931年6月9日、威海衛沖で演習中に中国汽船「ユタ」と衝突事故を起こし沈没。残骸は1972年に中華人民共和国によって秘密裏に引き揚げられた。 |
| プロテュース                  | N29              | ヴィッカース・アームストロング | 1930年5月5日  | 1946年解体。 |

- 「パンドーラ」は当初「パイソン」（HMS Python）と命名されていたが、イギリス海軍では過去の複数の事故から軍艦に蛇の名を冠することは不吉であるという考えが生まれていたため1928年に改名された。